# 1620-е годы
1620-е (ты́сяча шестьсо́т двадца́тые) го́ды по григорианскому календарю — промежуток времени с 1 января 1620 года по 31 декабря 1629 года, включающий 1620 год 2-го десятилетия   и с 1621 по 1629 годы    3-го десятилетия XVII века 2-го тысячелетия.  Они закончились 396 лет назад.

## Важнейшие события
- Тридцатилетняя война (1618—1648).
  - Чешский период (1618—1625). Битва на Белой Горе (1620).
  - Датский период (1625—1629). Любекский мир и Реституционный эдикт (1629).
  - Англо-испанская война (1625–1630). Оборона Кадиса (1625)[исп.]
  - Англо-французская война (1627—1629). Осада Ла-Рошели (1627—1628; «Эдикт милости»).
  - Война за мантуанское наследство (1628—1631).
- Польско-турецкая война (1620—1621).
- Нидерландская революция (1568—1648). Двенадцатилетнее перемирие завершено (1621). Осада Бреды (1624). Голландская Вест-Индская компания (1621). Новый Амстердам (1625). На Формозе основаны Голландская (1624—1662) и Испанская (1626—1642) колонии.
- Португало-персидская война (1507—1622). Захват Ормуза (1622).
- Война Нгуенов и Чиней[англ.] во Вьетнаме (1627—1672).
- Маньчжуро-корейская война (1627). Крестьянская война в Китае (1628—1647).

## Культура
- Фрэнсис Бэкон (1561—1626), философ. «Новый органон» (1620).
- Рубенс, Питер Пауль (1577—1640), художник. Цикл Марии Медичи (1625).
- Франсиско де Кеведо (1580—1645), поэт, писатель. «Жизнь великого скупердяя» (1626).
- Кальдерон де ла Барка, Педро (1600—1681), писатель. «Стойкий принц» (1628).
- Уильям Гарвей (1578—1657), медик. «Анатомическое исследование о движении сердца и крови у животных»[англ.] (1628).
- Миграция пуритан в Новую Англию (1620—1640). Первое празднование «Дня благодарения» (1621).

## Государственные деятели
- Филипп IV (1605—1665), король (1621—1665).
- Оливарес, Гаспар де Гусман (1587—1645), премьер-министр (1621—1643).
- Людовик XIII (1601—1643), король (1610—1643).
- Ришельё, Арман Жан дю Плесси (1585—1642), первый министр (1624—1642).
- Карл I (1600—1649), король (1625—1649).
- Вильерс, Джордж, 1-й герцог Бекингем (1592—1628), герцог (1623—1628).
- Фердинанд II (1578—1637), император (1619—1637).
- Валленштейн, Альбрехт фон (1583—1634), полководец.
- Густав II Адольф (1594—1632), король (1611—1632).
- Оксеншерна, Аксель (1583—1654), риксканцлер (1612—1654).

## Годы

### 1620
- 3 июля — Католическая лига (1609) и Протестантская уния подписали Ульмский договор (1620), гарантирующий взаимное ненападение и нейтралитет Унии в отношений событий в Богемии.
- 8 ноября — битва при Белой Горе. Разгром чешских войск армией Габсбургов и баварцев. Фридрих бежал в Бранденбург. Чехия, Моравия, Силезия, Лужицы заняты войсками Фердинанда. Фридрих подвергнут имперской опале, звание курфюрста передано Максимилиану.
- Появление скрипки в её современном виде.
- Корнелиус Дреббель построил подводную лодку.
- Захват Хотина турками.
- Захват датчанами Транкебара (Индия).
- Нурхаци подчинил Ляодун. Маньчжуры покорили ряд монгольских княжеств.
- Первая английская колония в Новой Англии.
- Около 1620 — во Вьетнаме род Нгуенов получил владение на юге с центром в Хюэ.

### 1621
- Третий парламент Якова I. Критиковал внутреннюю и внешнюю политику короля.
- Возобновление испано-голландской войны.
- Крестьянские восстания в Чехии и Верхней Австрии. Подавлены войсками Валленштейна с невероятной жестокостью.
- Поход турок на Польшу. Победа польских войск и украинских казаков над турецкой армией при Хотине.
- 1—29 сентября — Хотинская битва между казацко-польской и турецко-татарской армиями.
- Посольство царей Имеретии и Грузии к Михаилу Фёдоровичу.
- Восстание на островах Банда против голландских колонизаторов. Войска Ост-Индской компании жестоко расправились с восставшими.

### 1622
- Сражение при Гехсте. Победа Мансфельда при Вишлохе (Пфальц). Испанцы с войсками Лиги продвигались к Нидерландам. Победа Мансфельда при Флерюсе (Бельгия). Поход войск Мансфельда в Голландию.
- При участии янычар свергнут и убит султан Осман II.
- Иранское войско Аллаверды-хана при поддержке флота английской Ост-Индской компании изгнало португальцев из Ормуза, что послужило концом Португало-персидской войне. Захват Ираном островов Ормуз и Кешм.
- Захват Ираном Кандагара.
- Восстание против Джахангира его сына Шах-Джахана.
- Военное столкновение феодальных группировок в Корее.
- 1622—1634 — войны индейцев с английскими и французскими колонистами.

### 1623
- Верхний Пфальц передан Баварии. Бавария становится курфюршеством.
- Фахр-ад-дин разбил войско дамасского паши, а затем завоевал Палестину.
- Восстание в Грузии против Сефевидов во главе с тбилисским моуравом Георгием Саакадзе. Армия составила более 20 тыс. чел.
- Голландцы напали на острова Пэнху (в Тайваньском проливе), разграбили их и захватили в рабство более 1000 человек.
- Англичане прекратили торговлю с Японией ввиду острой конкуренции голландцев.
- 6 мая — Начало «Хождения в Персидское царство» купца Федота Котова.
- Выход первого полного собрания пьес Шекспира.
- Первый механический калькулятор (четыре арифметических действия) был создан немецким учёным Вильгельмом Шикардом.

### 1624
- С февраля — Четвёртый парламент Якова I. Правительство пошло на уступки: отменило большинство монополий и объявило войну Испании. Начало войны с Францией.
- Яков I ликвидировал Лондонскую компанию, и Виргиния стала королевской колонией.
- 1624—1642 — Правление кардинала Ришельё, первого министра Людовика XIII, во Франции.
- Поражение грузин в бою с персидскими войсками у Марабды. Начало партизанской войны.
- Китайские войска вытеснили голландцев с Пенхуледао. Захват части острова Тайвань голландцами.
- Захват голландцами Бразилии.

### 1625
- С июня — Первый парламент Карла I. Потребовал смещения герцога Бекингема.
- Английские корабли не сумели захватить испанский «серебряный флот» из Америки. Атака на Кадис отбита с большими потерями для английского флота.
- Экспедиция Бекингема для оказания помощи Ла-Рошели. Полная неудача.
- Вступление Дании в Тридцатилетнюю войну. При помощи англо-голландских денежных субсидий Кристиан набрал армию, начавшую военные действия на Эльбе против войск Тилли (Католической лиги). Обострение противоречий между Габсбургами и Виттельсбахами.
- Основание датской Ост-Индской компании.
- Захват англичанами Барбадоса.

### 1626
- Второй парламент Карла I. Требовал суда над Бекингемом и был распущен. Карл прибегнул к принудительному займу. Но пэры отказали ему в деньгах.
- Победа армии Тилли над армией Кристиана при Люттере. Сражение при Дессау.
- Весна — Крестьянское восстание в Верхней Австрии во главе с Стефаном Фадингером. Осада Линца. Начались переговоры. Гибель Фадингера. Крестьяне согласились распустить армию. Но баварцы нарушили обещания и перешли к репрессиям. Осень — Восстание вспыхнуло снова. Зима — Восставшие разбиты баварцами, восстание жестоко подавлено.
- Начало восстаний в Шэньси.
- Основание голландцами поселения Новый Амстердам в Северной Америке

### 1627
- Победы католиков. Валленштейн создал свою армию, которая грабила и опустошала Чехию и районы Юго-Западной и Средней Германии. Брались огромные контрибуции.
- 10 апреля — законодательным актом Чехия присоединена к наследственным землям Габсбургов, её автономия полностью упразднена[1].
- 1627—1656 — Король Чехии Фердинанд III.
- Весна — Вторжение маньчжуров в Корею. Они заняли Пхеньян и продвинулись к Сеулу. Король и сановники бежали на остров Санхва. Абахай принудил их к заключению договора. Корея обязалась выдать отступивших из Ляодуна китайских солдат и отказаться от помощи Китаю, маньчжуры обещали вывести войска. Маньчжуры сожгли Пхеньян и другие города и оставили гарнизоны в Анджу, Чонджу и Ыйджу, но были вытеснены оттуда после народного восстания.
- Попытка нового губернатора Шэньси принудительно взыскать налоги. Широкое крестьянское восстание.

### 1628
- Во Франкфурте вышел в свет труд английского врача и естествоиспытателя Уильяма Гарвея «Анатомическое исследование о движении сердца и крови в животных».
- 10 августа — в гавани Стокгольма через несколько минут после спуска на воду затонул 64-пушечный корабль «Ваза».
- Неудача Валленштейна при осаде Штральзунда, в обороне которого участвовали и шведы. Войска Валленштейна заняли всю Северную Германию. Ришельё, угрожая Габсбургам, заставил их отказаться от планов вторжения в Данию.
- 1628—1641 — создание регулярной норвежской армии.
- Взятие крепости гугенотов Ла-Рошели королевскими войсками.
- Баварцы вернули Верхнюю Австрию Габсбургам.
- Отряд казаков под предводительством воеводы Андрея Дубенского основал в междуречье Качи и Енисея острог Красный (впоследствии — город Красноярск).
- Началась Крестьянская война в Китае, приведшая к свержению династии Мин.
- 17 марта — собрался третий парламент Карла I. Принятие парламентом «Петиции о праве». Лето — Бекингем убит офицером Фелтоном.

### 1629
- 2 марта — Карл I распустил парламент[2]. Палата общин отказалась подчиниться и приняла 3 постановления о том, что налоги нельзя взимать без их утверждения английским парламентом.
- Мир Англии с Испанией и Францией. Девять лидеров парламентской оппозиции брошены в Тауэр. Карл сделал своими главными советниками Страффорда и архиепископа Лода.
- Весна — мир в Любеке между Священной Римской империей и Данией. Отказ Дании от вмешательства в дела Германии.
- 26 сентября — заключено Альтмаркское перемирие между Швецией и Речью Посполитой. Шведы получили Ригу, всю Лифляндию и прусские порты (Гданьск, Эльблонг, Пиллау, Клайпеду).
- Изобретена паровая турбина

## Родились
- 19 июня 1623 года — Блез Паскаль, французский философ, математик и физик.
- 4 октября 1626 года — Ричард Кромвель, английский политический деятель, второй Лорд-протектор Англии, Шотландии и Ирландии в 1658 — 1659 годах (ум.1712).
- 19 марта 1629 — Алексей Михайлович, русский царь.
- 1629 — Христиан Гюйгенс, нидерландский механик, физик и математик, создатель волновой теории света.